# تورغان هازارد
تورغان هازارد أو تورغان آزار (بالفرنسية: Thorgan Hazard)‏ (مواليد 29 مارس 1993) هو لاعب كرة قدم بلجيكي، يلعب كجناح في صفوف نادي بوروسيا دورتموند الألماني و‌المنتخب البلجيكي. وهو الشقيق الأصغر للاعب إيدين، والأكبر لكيليان، وإيثان.
بعد أن قضى سنوات طفولته في فريق بلجيكي للصغار، انتقل وهو في سن الرابعة عشرة عام 2007 إلى نادي لانس الفرنسي الذي تدرج في فئاته السنية حتى ارتقى للفريق الأول عام 2011، وبعد موسم واحد انتقل إلى تشيلسي عام 2012، بعد فترة وجيزة من توقيعهم مع شقيقه الأكبر إيدين، لكنه لم يلعب أي مباراة رسمية مع الفريق، وتمت إعارته لمدة عامين إلى نادي زولته فاريجيم البلجيكي، وهناك تألق مع الفريق وحصل على الحذاء الذهبي البلجيكي في يناير 2014 كأفضل لاعب دوري المحترفين البلجيكي لعام 2013، كما فاز بجائزة أفضل لاعب في شهر مايو 2014. قبل أن ينضمّ عام 2014 إلى بوروسيا مونشنغلادباخ الألماني، على سبيل الإعارة في البداية، ثم بشكل كامل لاحقا، وخاض أكثر من 100 مباراة مع النادي قبل الانتقال إلى بوروسيا دورتموند في عام 2019.

## أهدافه الدولية
| الهدف | التاريخ         | المكان                                | المباراة | الخصم    | الهدف | النتيجة | المسابقة                     |
| ----- | --------------- | ------------------------------------- | -------- | -------- | ----- | ------- | ---------------------------- |
| 1     | 10 أوكتوبر 2017 | ملعب الملك بودوان، بروكسل، بلجيكا     | 6        | قبرص     | 2–0   | 4–0     | تصفيات كأس العالم 2018       |
| 2     | 18 نوفمبر 2018  | سويسبورارينا، لوسرن، سويسرا           | 19       | سويسرا   | 1–0   | 2–5     | دوري الأمم الأوروبية 2018–19 |
| 3     | 18 نوفمبر 2018  | سويسبورارينا، لوسرن، سويسرا           | 19       | سويسرا   | 2–0   | 2–5     | دوري الأمم الأوروبية 2018–19 |
| 4     | 16 نوفمبر 2019  | ملعب كريستوفسكي، سانت بطرسبيرغ، روسيا | 25       | روسيا    | 1–0   | 4–1     | تصفيات بطولة أمم أوروبا 2020 |
| 5     | 24 مارس 2021    | دن دريف، لويفن، بلجيكا                | 32       | ويلز     | 2–1   | 3–1     | تصفيات كأس العالم 2022       |
| 6     | 3 يونيو 2021    | ملعب الملك بودوان، بروكسل، بلجيكا     | 34       | اليونان  | 1–0   | 1–1     | ودية                         |
| 7     | 17 يونيو 2021   | ملعب باركن، كوبنهاجن، الدنمارك        | 37       | الدنمارك | 1–1   | 2–1     | يورو 2020                    |
| 8     | 27 يونيو 2021   | ملعب لا كارتوخا، إشبيلية، إسبانيا     | 38       | البرتغال | 1–0   | 1–0     | يورو 2020                    |
| 9     | 13 نوفمبر 2021  | ملعب الملك بودوان، بروكسل، بلجيكا     | 40       | إستونيا  | 3–1   | 3–1     | تصفيات كأس العالم 2022       |

## وصلات خارجية
- تورغان هازارد على موقع الاتحاد الدولي (مؤرشف)  (الإنجليزية)
- تورغان هازارد على موقع الاتحاد الأوربي (الإنجليزية)
- تورغان هازارد على موقع الاتحاد البلجيكي (الإنجليزية)
- تورغان هازارد على موقع رابطة كرة القدم الفرنسية للمحترفين (الإنجليزية)
- تورغان هازارد على موقع إي إس بي إن إف سي (الإنجليزية)
- تورغان هازارد على موقع قاعدة بيانات كرة القدم.إي يو (الإنجليزية)
- تورغان هازارد على موقع ليكيب (الفرنسية)
- تورغان هازارد على موقع ناشيونال فوتبول تيمز (الإنجليزية)
- تورغان هازارد على موقع Soccerbase.com (لاعب) (الإنجليزية)
- تورغان هازارد على موقع Soccerway.com (الإنجليزية)